# أوليفيا كول
أوليفيا كول (بالإنجليزية: Olivia Cole) (ولدت في 26 نوفمبر 1942 في ممفيس - 19 يناير 2018) هي ممثلة أمريكية، بدأت مسيرتها منذ خمسينيات القرن العشرين، اشتهرت بتمثيلها في مسلسل غايدنغ لايت، ثم ظهرت بأكثر من 30 عمل فني.

## روابط خارجية
- أوليفيا كول على موقع IMDb (الإنجليزية)
- أوليفيا كول على موقع روتن توميتوز (الإنجليزية)
- أوليفيا كول على موقع ألو سيني (الفرنسية)
- أوليفيا كول على موقع أول موفي (الإنجليزية)
- أوليفيا كول على موقع قاعدة بيانات برودواي على الإنترنت (الإنجليزية)
- أوليفيا كول على موقع قاعدة بيانات الأفلام السويدية (السويدية)
- أوليفيا كول على موقع قاعدة بيانات الفيلم (الإنجليزية)
- أوليفيا كول على موقع كينوبويسك (الروسية)